# 宇垣美里と考える30からの歩き方
『宇垣美里と考える30からの歩き方』は、ABEMAのABEMA SPECIAL（旧AbemaSPECIALチャンネル）で、2023年3月15日から3月29日まで水曜 22:00 - 22:30に配信されていたインターネット番組。全3回。

## 出演者
- 宇垣美里[1]
- 近藤千尋
- 福田麻貴(3時のヒロイン)
- 池田直人(レインボー)
- JOY

## 配信日程
| 放送回数 | 放送日                  | 時間          | テーマ   | 備考 |
| -------- | ----------------------- | ------------- | -------- | ---- |
| 1        | 2023年3月15日（水曜日） | 22:00 - 22:30 | 「結婚」 |      |
| 2        | 2023年3月22日（水曜日） | 22:00 - 22:30 | 「お金」 |      |
| 3        | 2023年3月29日（水曜日） | 22:00 - 22:30 | 「仕事」 |      |

## スタッフ
- ナレーション：笠井美穂
- 構成：川嶋結衣、浅井哲郎
- TD：福地弘恭
- 音声：中村心
- 美術プロデューサー：稲本浩
- デザイナー：宮澤大起
- スチール：三宅祐介
- 企画協力：マガジンハウスanan編集部、博報堂DYメディアパートナーズ
- 撮影協力：Aoyuzu恵比寿、渋谷ガーデンスペース
- 技術協力：株式会社ジーン、株式会社BULL
- 営業：小島一敏（ABEMA）、田中大貴（ABEMA）
- 編集：ヌーベルアージュ
- MA：牧野友樹
- 音効：高島慎太郎
- 演出補：蓬莱亮、後藤翔平、高田零央
- 演出：高橋亜季、小倉彩子
- 総合演出：吉田萌海
- プロデューサー：塚本愛（ABEMA）、菊池吉太郎、小川兼生
- チーフプロデューサー：白石堅太郎（MMJ）
- 制作：MMJ